# Bandhora
Bandhora fou un petit estat bundela de l'Índia, amb capital a Bandhora al Bundelkhand.
Chhtarsal, rajput bundela fundador del principat de Panna, a la seva mort el 1731 va cedir Bandhora i alguns pobles en jagir al seu quart fill Barthi Chand, al que també va cedir en jagir Jaso i altres pobles. Bharti Chand (mort el 1750) va cedir Bandhora al seu fill gran Durjan Singh, i Jaso al segon fill Hari Singh. Durjan Singh però va morir deixant només un fill menor d'edat de nom Kunwar Medini Singh, que va morir en la infantesa, revertint Bandhora a Jaso amb el que va quedar fusionat abans de 1775.

## Llista de sobirans de Bandhora
- Diwan Durjan Singh 1750-?
- Diwan Medni Singh ?